# Radio-telegrafska stanica na Volujici
Uprava pošta i telegrafa Crne Gore, Uprava pošta i telegrafa Italije i Guljelmo Markoni sklopili su 5. maja 1904 god. u Londonu „Ugovor o instalaciji i eksploataciji jedne radiotelegrafske stanice sistema Markoni za javnu upotrebu u Baru”.

## Ugovor
U ovom Ugovoru se između ostaloga navodi da „Kjnaževska Vlada Crne Gore daje gospodinu Markoniju dozvolu da instalira i koristi jednu radio-telegrafsku stanicu u Baru, određenu da bude u vezi sa jednom drugom radio-telegrafskom stanicom istog sistema na italijanskoj obali, bez drugih privilegija, sem slobode da obavlja službu telegrafskog tranzita između dvije države, a za koju knjaževska Vlada zadržava pravo cenzure u svako vrijeme”. 
U tom Ugovoru dalje stoji „radio-telegrafska stanica u Baru bit' će izgrađena o trošku i na rizik gospodina Markonija, ona mora biti snabdjevena sa dovoljnim brojem aparata, da bi zadovoljila svim potrebama jedne neprekidne službe. Ova dozvola se izdaje za period od 10 godina, počev od dana otvaranja stanice za privatnu službu po isteku gore označenog roka, stanica će moći, ako to knjaževska Vlada želi, biti otkupljena, aparati koji se koriste, moraju biti uvijek posljednji model sistema „Markoni” za sličnu razdaljinu.” 
Ovaj Ugovor je od strane firme Wireless Telegraph & Signal.Co, potpisao lično g. Markoni, od italijanske strane ministar Scalla Stelluti i Upravnik pošta i telegrafa Crne Gore g. J. Popović.

## Zvanično puštanje
Na osnovu ovog Ugovora zvanično puštanje radio stanice na Volujici u međunarodni saobraćaj je obavljeno 3. avgusta 1904 godine na brdu Volujica (po novom kalendaru) svečanosti je prisustvovao Knjaz Nikola i mnoge druge zvanice. Na italijanskoj obali u blizini grada Barija je instalirana identična radio stanica i imala je naziv „San Kataldo”. Domet radio-telegrafske stanice sa Volujice je bio oko 200 km. Radi poređenja Markonijev radio sistem u Pariza sa Ajfelovog tornja postavljen šest godina ranije, imao je domet 4 km, stanica na Volujici je bio ogromni tehnički napredak za ono vrijeme.

## Otvaranje
Otvaranju radio-telegrafske stanice prisustvovao je i sam Markoni, osim Knjaza Nikole bili su ministar vojni, vojvoda Plamenac, ministar inostranih djela, vojvoda Gavro Vuković, ministar finansija Lazar Mijušković i italijanski poslanik, markiz Kuzanija.
Knjaz Nikola je sa svečanosti uputio prve telegrame pozdrava italijanskom Kralju, austrijskom ćesaru, ruskom caru i kralju Srbije Petru I.
Telegrami preko štacije Bar su prosljeđivani za Italiju, Francusku, Španiju, Britaniju, Portugaliju i Maltu.
Nakon tri godine rada Markoni je bio u deficitu u odnosu na planirani promet i ponudio je otkup stanice Knjaževskoj Vladi koja 8. januara 1908. donosi odluku o otkupu, koja nikad nije sprovedena, ali je ovu telegrafsku štaciju otkupilo „Barsko telegrafsko drustvo” i radila je sve do bombardovanja od strane Austrougarske mornarice početkom septembra 1914. kad je i prestala sa radom.
Tehničke karakteristike štacije registrovane su u Bernu 1912 godine:
- Naziv: Bar Volujica
- Nacionalnost: Crnogorska
- Geografski položaj: sjevrna širina 42.08 Istočna dužina 19.07
- Vazdušna orijentacija: Bar—Bari
- Pozivni znak: Man
- Normalni domet: 200 km
- Sistem telegrafa: Markoni
- Vrsta prijemnika: Markonijev detektor
- Širina talasa do metara: 500
- Vrsta službe: Javna i služba sa brodovima
- Radno vrijeme: 08-12h i 14-24h

## Literatura
- VOLUJICA 1904-2004 i Glas Crnogorca od 1904.

## Spoljašnje veze
- Prva radio stanica na Balkanu na planini Volujica iznad Bara
- JUBILEJI: VOLUJICA - 109 godina prve radiotegrafske stanice